# میراث آریا

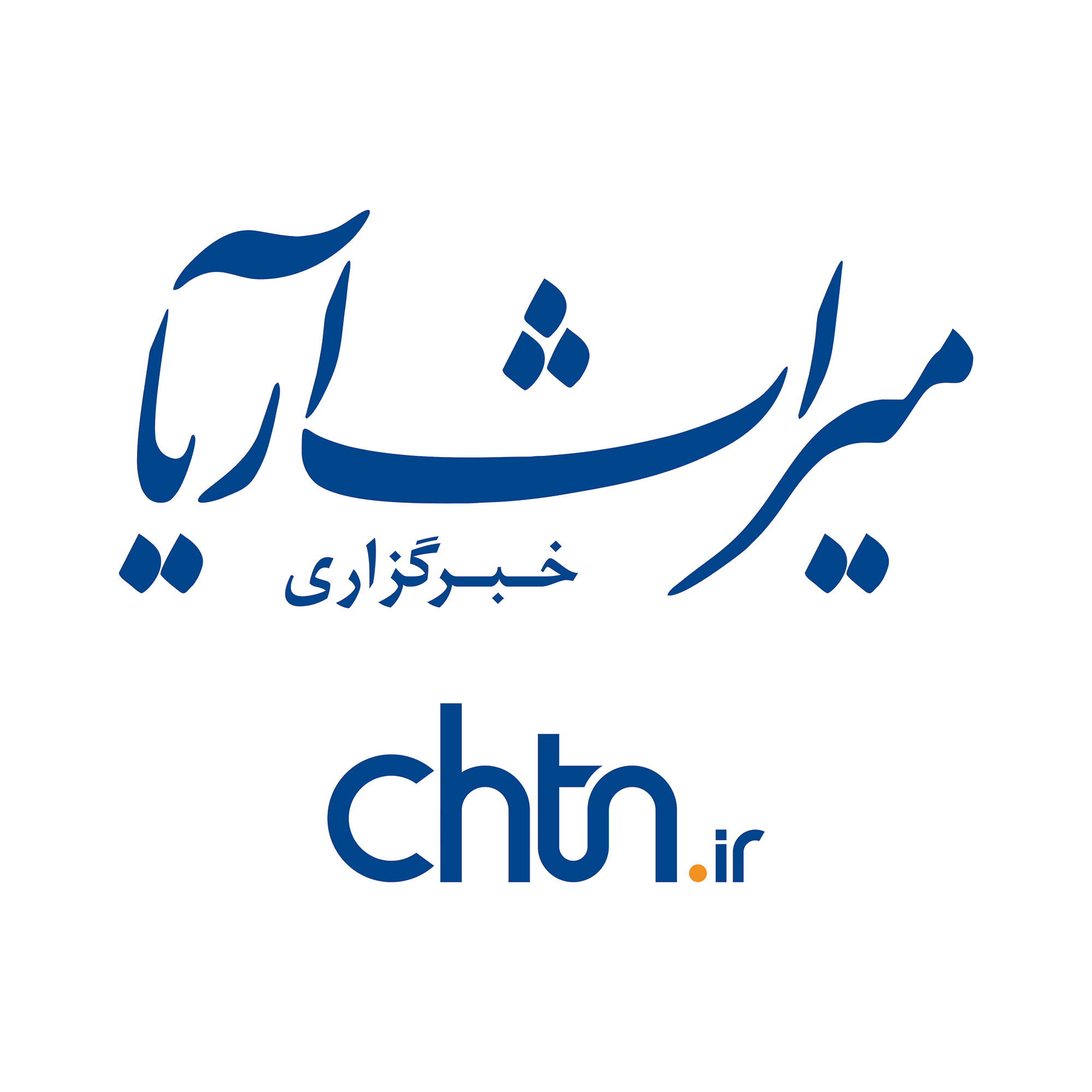
لوگوی خبرگزاری میراث‌آریا

خبرگزاری میراث آریا به عنوان مرجع رسمی در خصوص انتشار اخبار وزارت میراث فرهنگی، گردشگری و صنایع دستی، از سال ۱۳۸۵ تأسیس شد. این خبرگزاری در سه حوزه میراث فرهنگی، صنایع دستی، گردشگری به صورت تخصصی فعالیت می‌کند و مرجع بسیاری از متخصصان و کاربران در حوزه‌های یاد شده است.
این خبرگزاری علاوه بر اخبار وزارت میراث فرهنگی، صنایع دستی و گردشگری، فعالیت‌های پژوهشی و تحقیقاتی خود را در قالب یادداشت، گزارش و گفتگوی تفصیلی منتشر می‌کند. خبرگزاری میراث آریا توسط شرکت میراث مهر پارسه که سهامدار عمده آن سازمان وقت میراث فرهنگی و کانون جهانگردی و اتومبیلرانی بود، تاسیس شد. این خبرگزاری در تاریخ ۱۳۹۹/۱۰/۲۲ از وزارت فرهنگ و ارشاد اسلامی مجوز فعالیت رسمی به شماره ۸۷۳۴۷ دریافت کرده است و صاحب امتیاز آن وزارت میراث‌فرهنگی و مدیرمسئولش حسن میثمی، مدیرکل روابط عمومی و اطلاع‌رسانی وزارت میراث‌فرهنگی، است. مدیرمسئول پیشین میراث آریا، علیرضا بای بود. از سال ۱۳۹۵ تا ۱۴۰۱، یاسین محمدی، روزنامه‌نگار و مترجم، سردبیر خبرگزاری میراث‌آریا بوده است.

## فعالیت‌ها
بخش‌های میراث فرهنگی، گردشگری، صنایع دستی، بین‌الملل، مدیریت و برنامه‌ریزی، استان‌ها، و چندرسانه‌ای (عکس و فیلم) مجموعهٔ فعالیت‌های فعلی خبرگزاری را تشکیل می‌دهند. 
این خبرگزاری در تاریخ ۲۳ خرداد ۱۳۹۱ به عنوان نخستین خبرگزاری بین‌المللی ایران در کشورهای عضو سازمان همکاری اسلامی (OIC) برگزیده شد.خبرگزاری میراث آریا در سال ۱۳۹۰ به عنوان خبرگزاری برگزیده در برند گردشگری انتخاب و لوح تقدیر و تندیس این جشنواره را دریافت کرد. همچنین این خبرگزاری توانست در سال‌های مختلف از جمله سال ۱۳۹۱ به عنوان خبرگزاری برگزیده در ستاد تسهیلات سفرهای کشور انتخاب شود. این خبرگزاری همچنین در جشنواره رسانه‌ها در سال‌های ۱۳۸۸ تا ۱۳۸۹ موفق به کسب رتبه برترین‌ها شده و در سال ۱۳۹۱ نیز به عنوان خبرگزاری برگزیده سازمان میراث فرهنگی کشور در استان تهران انتخاب و معرفی شود. این خبرگزاری در زمینه گردشگری، تندیس همایش تجلیل از فعالان بخش خصوصی ستاد دائمی تسهیلات سفرهای کشور در نوروز را دریافت کرده‌است.